# بلاد الطير
بلاد الطير (باليابانية: 将国のアルタイル، بالروماجي: Shōkoku no Altair) هي سلسلة مانغا يابانية من تأليف ورسم كوتونو كاتو، نشرت لأول مرة في مجلة شونِن سيريوس الشهرية (كودانشا) في عدد أيلول عام 2007، ولديها حتى الآن 17 مجلداً في الأسواق. واقتبست المانغا إلى مسلسل أنيمي تلفزيوني من إخراج كازوهيرو فوروهاشي ومن إنتاج ستديو مابا سيعرض في 2017.

## القصة
تدور القصة في دولة متخيلة مستوحاة من الدولة العثمانية وتتحدث عن محمود هو أصغر باشا أنتخب بعمر يناهز 17، وهو من دعاة السلام والذي يبذل كل جهده لمنع الحرب بين بلده وإمبراطورية بالتلين.

## الشخصيات
- محمود

مؤدي الصوت: أيومو موراسي.
- زاغانوس

مؤدي الصوت: ماكوتو فوروكاوا.
- كايروس

مؤدي الصوت: كين.
- سُليمان

مؤدي الصوت: كاتسويوكي كونيشي.
- روي

مؤدي الصوت: كينجيرو تسودا.
- خليل

مؤدي الصوت: كينيتشي أوغاتا.

## العاملون على الأنيمي
- إخراج: كازوهيرو فوروهاشي.[2][3]
- كتابة: نوبورو تاكاغي [3]
- تصميم شخصيات الانمي: توشيوكي كانّو [3]
- موسيقى: ريو كاواساكي [3]
- ستديو: مابا

## وصلات خارجية
- بلاد الطير على موقع ANN manga (الإنجليزية)